# 眞人堂
眞人堂 株式会社（しんじんどう、英称Shinjindo,Inc. ）は日本の出版社である。おもに書籍や雑誌の企画・制作・販売を行い、また、出版業を礎に企業へのコミュニケーションサービスを提供する企業である。

## 概略
ビジネス書の発行や、ITに特化したシリーズ書籍「IT批評」などを手掛ける出版社。
また会社案内やPR誌などの受託制作や、ブランディング・広報・PRなどのコンサルティング業務を行う。

## 事業概要
- 書籍・印刷物の企画製作および出版ならびに販売
- デジタルコンテンツの企画、立案、制作、配信、販売
- 企業の広報・ＩＲに関する印刷物の企画、デザイン、編集、製作
- 企業のウェブサイトの製作、運営、管理
- 企業ブランディングおよび広報活動に関するコンサルティング業務
- 販売促進の企画、販売促進用各種物品の製作
- イベント、展示会、キャンペーン等の企画、立案、会場設営、実施・運営
- 経営コンサルタンティングおよびマーケティングリサーチ業務
- 広告代理店

## いままでに発刊した出版物など
- 「営業ストレス脱出マニュアル」
- 「1時間で経営が変わる 社長の会計学」
- 「IT批評　VOL.0」
- 「IT批評　VOL.1」
- 「平成23年度 税制改正 資産税版 ver.1〈WORD版〉」（電子出版のみ）
- 「平成23年度 税制改正 資産税版 ver.1〈EXCEL版〉」（電子出版のみ）
- 「通勤大学MBA1_マネジメント」（電子出版のみ）